# بيتر جيلفيلان
بيتر جيلفيلان (29 ديسمبر 1965 - ) هو لاعب كرة قدم كندي في مركز الدفاع. شارك مع منتخب كندا تحت 17 سنة لكرة القدم ومنتخب كندا لكرة القدم. أما مع النوادي، فقد لعب مع Ottawa Intrepid ‏.

## وصلات خارجية
- بيتر جيلفيلان على موقع الاتحاد الدولي (مؤرشف)  (الإنجليزية)
- بيتر جيلفيلان على موقع ناشيونال فوتبول تيمز (الإنجليزية)